# Eugen von Kuczyński
Eugen von Kuczyński  (* 1852; † 1938) war ein österreichisch-ungarischer Botschafter.

## Leben
1872 war Eugen von Kuczyński Gesandter in Teheran.
Von 16. November 1895 bis 3. Februar 1899 war er Botschafter in Montenegro.
Von 3. Februar 1899 bis 10. September 1905 war er Botschafter in Brasilien.
Von 10. September 1905 bis 25. März 1911 war er Botschafter in Peking in China.
und berichtete an Alois Lexa von Aehrenthal, im November 1908 von der Bestattung von Guangxu.